# 丹绒浪沙
丹绒浪沙是马来西亚新山县巴西古當的甘榜，毗鄰柔佛河，為新山縣的主要工業區及港囗之一。
另外，丹绒浪沙亦建有陸上石油碼頭，截至2010年3月，該地區總儲油量達53萬立方米。